# Maria Cecilia Guerra
Maria Cecilia Guerra (Nonantola, 6 dicembre 1957) è un'economista e politica italiana.
È stata sottosegretaria del Ministero del lavoro e delle politiche sociali nel governo Monti e viceministro del medesimo dicastero, con delega per le Pari opportunità, nel governo Letta. Dal 16 settembre 2019 al 22 ottobre 2022 è stata sottosegretaria al Ministero dell'economia e delle finanze nei governi Conte II e Draghi.

## Biografia
Dopo la laurea in Economia e Commercio conseguita nel 1981 presso l'Università degli Studi di Modena, ha conseguito nel 1983 il Master of Philosophy in Economics all'Università di Cambridge con riconoscimento dell'ammissione al secondo anno del corso di Ph.D presso la stessa Università. Dal 1983 al 1987 ha svolto il dottorato di ricerca in Economia politica istituito dal consorzio delle Università di Bologna, Modena, Padova e Venezia.

### Carriera accademica
La sua esperienza professionale inizia nel 1986 in qualità di ricercatrice in Economia politica, sottosettore Scienza delle Finanze all'Università di Brescia. Dal 1990 al 1995 è stata professoressa a contratto all'Università commerciale Luigi Bocconi. Nel 1992 entrò alla facoltà di Economia dell'Università degli studi di Modena come professoressa associata di Scienza delle Finanze e dal 2000 divenne professoressa prima straordinaria e poi ordinaria della stessa materia.

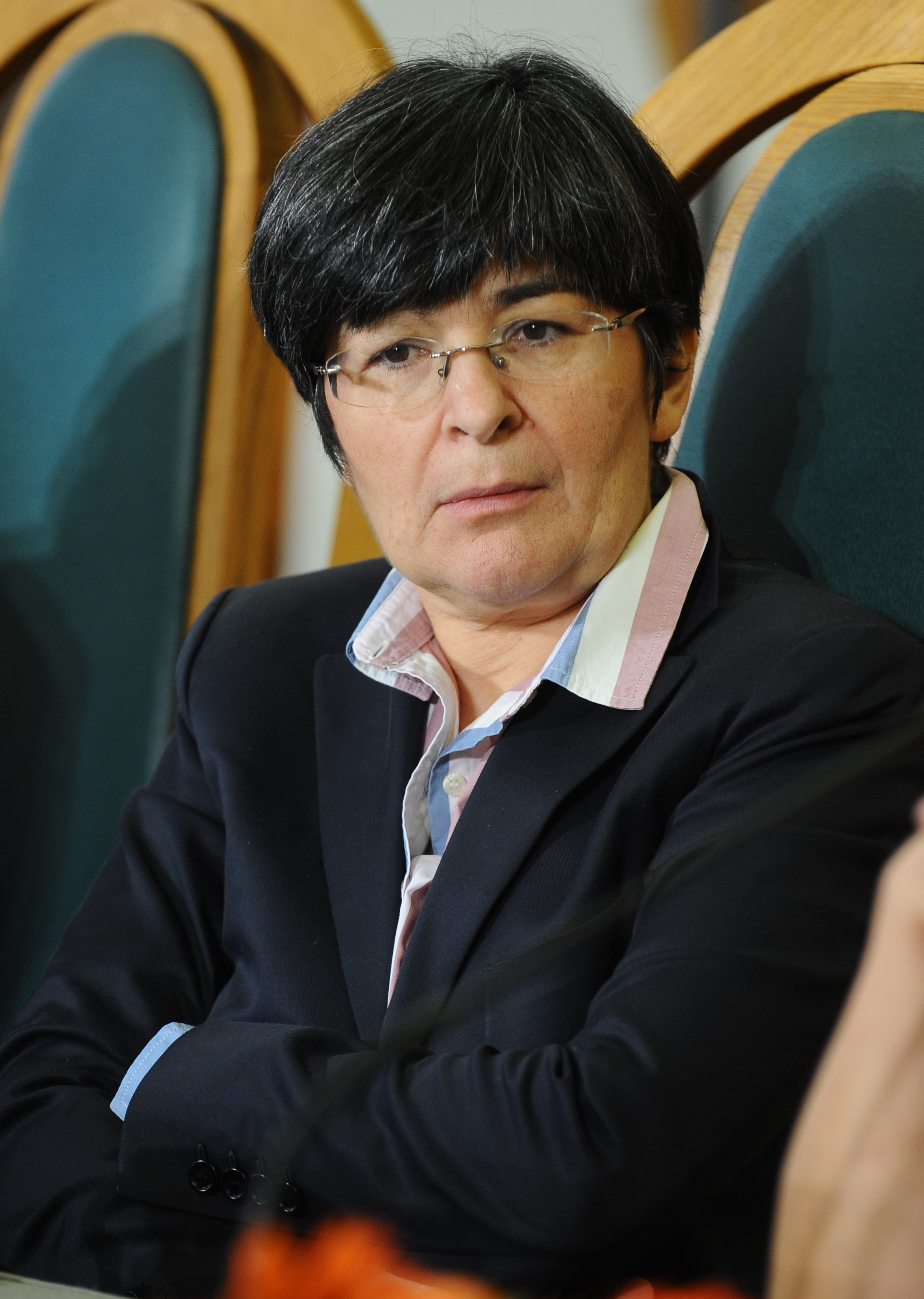
Maria Cecilia Guerra, nel 2012, al Festival dell'Economia di Trento.

Nel periodo 1989-1999 partecipò a gruppi di lavoro e commissioni istituiti presso il Ministero delle Finanze, relativi ai temi della tassazione dei redditi di capitale e delle società. Nel 2006 presiedette la commissione sulla tassazione dei redditi di capitale e finanziari diversi, istituita presso il Ministero dell'Economia e delle Finanze. Nel 2007-2008 fu membro della commissione consultiva e di studio sul trattamento fiscale dei redditi delle famiglie e sulla disciplina in materia di assegni familiari, istituita dalla Scuola Superiore dell'Economia e delle Finanze su indicazione del vice ministro dell'Economia e delle Finanze, Visco.
Ha svolto attività di consulenza per il Senato della Repubblica (Servizio bilancio) sul tema dei fondi pensione. Ha effettuato audizioni presso la Camera dei Deputati su: la delega fiscale per la riforma della tassazione delle attività finanziarie, la definizione dei livelli essenziali delle prestazioni nell'ambito del federalismo fiscale, la delega fiscale e assistenziale.
Ha coordinato gruppi di lavoro per la Consob, il Cnel, il Formez, e svolto ricerche in collaborazione con la Regione Emilia-Romagna e con il Comune di Modena su temi della sanità, della finanza locale e del welfare locale.
Ha partecipato ad un ampio insieme di programmi di ricerca accademici, molti dei quali (su temi quali l'armonizzazione fiscale, l'indagine delle condizioni sociali ed economiche delle famiglie, la non autosufficienza) hanno ricevuto finanziamenti nell'ambito dei Programmi di ricerca di rilevante interesse nazionale del Miur.
Dal 2003 ha curato il Rapporto su “La finanza pubblica italiana” edito annualmente da il Mulino, assieme al prof. Alberto Zanardi dell'Università di Bologna. L'edizione del 2003 ha ricevuto il Premio Capalbio per la sezione Politica economica.
È membro del CAPP - Centro di Analisi delle Politiche Pubbliche - e del CEFIN - Centro Studi di Banca e Finanza. Fa parte del comitato di redazione de lavoce.info, della direzione della rivista Politica Economica, edita da il Mulino, del Comitato scientifico della Rivista delle politiche sociali, edita da Ediesse.
Ha ricoperto anche incarichi non accademici: membro del Comitato di gestione dell'Agenzia delle Entrate; membro del CdA e del Comitato di controllo interno di Meta S.p.a.; membro del CdA di Hera Modena srl.; membro del CdA delle Farmacie Comunali di Modena S.p.a.

### Impegno politico
Il 28 novembre 2011 è entrata a far parte del Governo Monti in qualità di sottosegretaria al Ministero del lavoro e delle politiche sociali. Ha giurato il giorno successivo. Alla data della nomina faceva parte del Comitato scientifico "Fabbisogni standard" presso la direzione scientifica dell'Ifel (Istituto per la Finanza e l'Economia Locale), e dell'Osservatorio regionale per l'attuazione del federalismo fiscale in Emilia-Romagna (ORAFF-ER).
Alle elezioni politiche del 2013 viene eletta al Senato della Repubblica, nelle liste del Partito Democratico nella circoscrizione Emilia-Romagna.
Il 2 maggio 2013 viene confermata nel suo ruolo di sottosegretaria nel nuovo Governo Letta, il 19 giugno 2013 il Consiglio dei ministri ha approvato la delega di funzioni proposta dal ministro Enrico Giovannini per l'attribuzione del titolo di Viceministra. Il 26 giugno 2013, in seguito alle dimissioni della ministra Josefa Idem, le viene assegnata la delega relativa alle Pari opportunità.
Dopo aver lasciato il PD diventa capogruppo di MDP dal 28 febbraio 2017. Alle politiche del 2018 è candidata alla Camera con Liberi e Uguali nel collegio uninominale di Modena senza risultare eletta. Dopo la mancata rielezione è tornata ad insegnare Scienze delle finanze alla facoltà di Economia dell’Università di Modena.
Si candida alle Elezioni europee del 2019 nella lista PD-Siamo Europei-PSE, nella circoscrizione Nord-Est: è una delle due rappresentanti di Articolo Uno nelle liste. Con 28.753 preferenze arriva undicesima non risultando eletta.
Il 13 settembre 2019 entra a far parte del secondo governo Conte in qualità di sottosegretaria al Ministero dell'Economia e delle Finanze.
Alle elezioni politiche anticipate del 2022 viene candidata alla Camera dei deputati nel collegio plurinominale Piemonte 1 - 01 in terza posizione nella lista Partito Democratico - Italia Democratica e Progressista, risultando eletta. Il 14 ottobre 2022 il suo partito l'ha proposta come candidata nella votazione per la Presidenza della Camera dei Deputati, risultando non eletta.
Nell'aprile 2023 entra a far parte della nuova segreteria del Partito Democratico guidato da Elly Schlein, con delega alle politiche del lavoro. Il 10 giugno 2023 Articolo Uno si scioglie e confluisce ufficialmente nel PD.